# Obręcz (gimnastyka)

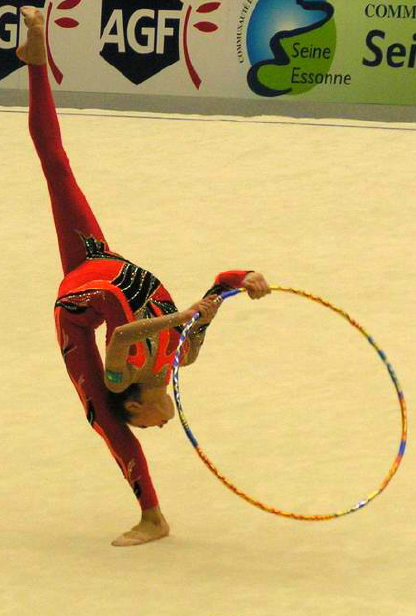
Zawodniczka w ćwiczeniach z obręczą

Obręcz – jeden z obowiązkowych przyrządów, z jakimi występują zawodniczki w gimnastyce artystycznej. Wykorzystywana jest zarówno w układach indywidualnych, jak i zbiorowych. Jeden z pierwszych przyrządów, z jakim zaczynają naukę dyscypliny przyszłe gimnastyczki. 
Obręcz może być plastikowa lub drewniana, o średnicy od 51 do 90 cm. Musi ważyć przynajmniej 300 g. Może być naturalnego, jednolitego koloru bądź oklejana jedną lub kilkoma kolorowymi taśmami. 
Do obowiązkowych ćwiczeń wykonywanych z obręczą należą m.in. kręcenie nią wokół różnych części (partii) ciała, podrzuty i łapania, toczenie i inne.